# Mount Lyautey
Mount Lyautey är ett berg i Kanada.   Det ligger i provinsen Alberta, i den södra delen av landet, 3 000 km väster om huvudstaden Ottawa. Toppen på Mount Lyautey är 2 573 meter över havet.
Terrängen runt Mount Lyautey är bergig söderut, men norrut är den kuperad. Trakten runt Mount Lyautey är nära nog obefolkad, med mindre än två invånare per kvadratkilometer.. Det finns inga samhällen i närheten. 
Trakten runt Mount Lyautey består i huvudsak av gräsmarker.